# Por amor a mi pueblo
Por amor a mi pueblo es el nombre del 16°. y último álbum de estudio grabado por Los Bukis, Fue lanzado al mercado por la empresa discográfica Fonovisa el 2 de mayo de 1995. El álbum tuvo una certificación de oro en los Estados Unidos por la RIAA. Fue nominado a álbum Pop del año en el Premio Lo Nuestro 1996.

## Lista de canciones
Todas las canciones son escritas y compuestas por Marco Antonio Solís.

| N.º | Título                                        | Duración |  |
| 1.  | «Tú eres mi lugar»                            | 4:32     |  |
| 2.  | «Equivocado»                                  | 3:56     |  |
| 3.  | «Una mujer como tú»                           | 3:30     |  |
| 4.  | «Bajo los ojos de Dios»                       | 3:45     |  |
| 5.  | «No me esperes ya»                            | 3:50     |  |
| 6.  | «Si ya no te vuelvo a ver»                    | 3:48     |  |
| 7.  | «Será mejor que te vayas»                     | 5:00     |  |
| 8.  | «Junto a la mujer que amo»                    | 3:43     |  |
| 9.  | «Por amor a mi pueblo» (con Manolo Marroquín) | 3:45     |  |
| 10. | «Corazón limpio»                              | 2:58     |  |
| 11. | «Te amo mamá»                                 | 4:48     |  |
| 12. | «Himno a la humildad»                         | 4:22     |  |

## Rendimiento de gráficos
| Gráfico (1995)                | Posición |
| ----------------------------- | -------- |
| US Billboard Top Latin Albums | 8        |
| US Billboard Latin Pop Albums | 3        |